# Chikrand
Chikrand là một thị trấn thống kê (census town) của quận Hugli thuộc bang Tây Bengal, Ấn Độ.

## Nhân khẩu
Theo điều tra dân số năm 2001 của Ấn Độ, Chikrand có dân số 8352 người. Phái nam chiếm 52% tổng số dân và phái nữ chiếm 48%. Chikrand có tỷ lệ 69% biết đọc biết viết, cao hơn tỷ lệ trung bình toàn quốc là 59,5%: tỷ lệ cho phái nam là 74%, và tỷ lệ cho phái nữ là 65%. Tại Chikrand, 12% dân số nhỏ hơn 6 tuổi.